# Joško Jeličić
Joško Jeličić (Solin, 5. siječnja 1971.), bivši je hrvatski nogometaš i reprezentativac. Najveći dio karijere proveo je u Dinamu i Hajduku. 
Za HNK Hajduk Split prvi put je nastupio sa 16 godina i 9 mjeseci u kup utakmici protiv Sarajeva što ga čini jednim od mlađih debitanata u povijesti jugoslavenskog nogometa. Ukupno je u dva najveća hrvatska kluba osvojio 10 trofeja, od čega se posebno ističu s Hajdukom prvo prvenstvo Republike Hrvatske 1992. godine te zadnji Kup maršala Tita 1991. godine. Jedan je od rijetkih nogometaša koji je zabijao golove svim klubovima bivše jugoslavenske četvorke. 
Karijeru je obilježio prelaskom u redove najvećeg rivala, GNK Dinamo Zagreb, tada Croatia Zagreb, što mu navijači Hajduka, Torcida nikada nisu oprostili. Unatoč nekim sjajnim utakmicama, kao protiv Steaue Bukurešt 1993. godine u dresu tadašnje Croatia Zagreb, ostaje dojam kako je, obzirom na svoj talent, mogao dati puno više. 
Nakon sportske karijere počinje raditi kao stručni komentator na športskoj televiziji Arenasport nakon čega prelazi na RTL te konačno na HRT, gdje radi i danas komentirajući HNL, Ligu prvaka te utakmica hrvatske nogometne reprezentacije.
Statistika u Hajduku
| Natjecanje        | Nastupi | Zgoditci |
| ----------------- | ------- | -------- |
| Prvenstvo         | 91      | 15       |
| Kup               | 21      | 5        |
| Superkup          | 0       | 0        |
| Međunarodne       | 0       | 0        |
| Splitski podsavez | 0       | 0        |
| Ukupno            | 112     | 20       |
| Prijateljske      | 46      | 18       |
| Sveukupno         | 158     | 38       |

## Osvojeni trofeji

### Klupski trofeji
| Klub           | Trofej           | Sezona / godina |
| Hrvatska       | Hrvatska         | Hrvatska        |
| -------------- | ---------------- | --------------- |
| Hajduk Split   | Kup maršala Tita | 1990./91.       |
| Hajduk Split   | 1. HNL           | 1992.           |
| Hajduk Split   | Hrvatski kup     | 1992./93.       |
| Croatia Zagreb | 1. HNL           | 1995./96.       |
| Croatia Zagreb | Hrvatski kup     | 1993./94.       |
| Croatia Zagreb | 1. HNL           | 1997./98.       |
| Croatia Zagreb | Hrvatski kup     | 1997./98.       |
| Croatia Zagreb | 1. HNL           | 1998./99.       |
| Croatia Zagreb | 1. HNL           | 1999./00.       |
| Dinamo Zagreb  | Hrvatski kup     | 2000./01.       |

## Vanjske poveznice
- National Football Teams.com